# Ljudmila Iwanowna Ainana
Ljudmila Iwanowna Ainana (yupik: Aynganga, russisch Людмила Ивановна Айнана; * 28. Dezember 1934 in Ukigjarak bei Ungasik, Tschukotka, Russland; † 2. Juli 2021) war eine russisch-eskimoische Philologin, Eskimologin und eine Führungspersönlichkeit der sibirischen Eskimos. Sie engagiert sich für die Bewahrung der Sprache und Traditionen der Yupik in Tschukotka. 1990 gründete sie die Eskimo-Gesellschaft „Yupik“ als Interessenvertretung der Eskimos in Tschukotka und wurde deren erste Vorsitzende.

## Leben
Ljudmila Ainana wurde 1934 im Südosten der Tschuktschenhalbinsel als fünftes Kind des Eskimojägers Atat und dessen Frau Janna geboren. Sie erhielt den Namen Ainana, den Vornamen Ljudmila und den Vatersnamen Iwanowna legte sie sich erst später zu. Ihr Vater arbeitete im Sommer als Bootsführer in Plower. 1942 zog die Familie in das Eskimodorf Ungasik (russisch Staroje Tschaplino), wo Ljudmila die Grundschule besuchte. 1946 wurde sie auf eine Internatsschule in Prowidenija geschickt, wo sie als erstes Eskimomädchen eine weiterführende Schulausbildung abschloss. Anschließend studierte sie von 1954 bis 1959 an der philologischen Fakultät des Alexander-Herzen-Instituts in Leningrad. Sie kehrte nach Fernost zurück, heiratete den Eskimo Nikolai Panauge († 1970), den sie seit dem Internat kannte, und wurde Lehrerin im Dorf Tanjurer im Anadyrski Rajon. Von 1960 bis 1963 lehrte Ainana an der Mittelschule in Nowoje Tschaplino russische Sprache und Literatur, anschließend war sie bis 1978 Lehrerin an einer Mittelschule in Prowidenija. 1974 veröffentlichte sie mit Wera Analkwasak eine Fibel der Yupiksprache für die Vorbereitungsklassen an Schulen für Eskimos. Ab 1978 arbeitete sie am Forschungsinstitut für ethnische Schulen des Bildungsministeriums der RSFSR und verfasste weitere Schulbücher für den Yupik-Unterricht. Daneben übertrug sie als Übersetzerin unter anderem Werke von Puschkin und Aksakow  in die Yupiksprache.
Die politische Entspannung am Ende der 1980er Jahre führte dazu, dass 1988 eine Gruppe von Eskimos aus Alaska nach Tschukotka reisen konnte. Im Gegenzug reiste Ainana mit ihrer Tanzgruppe aus Nowoje Tschaplino noch im selben Jahr nach Alaska. 1989 kam sie in Kontakt mit dem US-amerikanischen Wissenschaftler Thomas F. Albert, der mit dem Wildlife Management des North Slope Borough zusammenarbeitete. Albert war an Beobachtungen von Grönlandwalen vor der Küste von Tschukotka interessiert. Ainana organisierte ein Netzwerk von Eskimojägern und fasste deren Beobachtungen regelmäßig für Albert zusammen. Das Programm lief bis 1995.
Im August 1990 war Ainana maßgeblich an der Gründung der Eskimo-Gesellschaft von Tschukotka „Yupik“ beteiligt. Zwei Jahre später trat „Yupik“ dem Inuit Circumpolar Council (ICC), einer multinationalen Nichtregierungsorganisation, die die rund 150.000 Eskimos in den Vereinigten Staaten, Kanada, Grönland und Russland vertritt, und Ainana wurde Vorstandsmitglied. „Yupik“ wurde in den 1990er Jahren von einem Gremium geleitet, in das jede Eskimogemeinschaft ein Mitglied entsandte. Im Jahr 2000 benannte sich die Gesellschaft in Yupik-Eskimogesellschaft von Tschukotka um, und Ainana wurde ihre einzige Vorsitzende.
Von 1994 bis 2000 war sie Koordinatorin eines langfristig angelegten russisch-amerikanischen Programms zur Erforschung des indigenen Walfangs in Tschukotka. Im Jahr 2000 nahm sie an der Tagung der Internationalen Walfangkommission in London teil.
Ainana, die im Gegensatz zu vielen Angehörigen ihres Volks, die Yupik-Sprache perfekt beherrschte, leitete seit vielen Jahren die Bestrebungen der asiatischen Eskimos zur Erhaltung ihrer Sprache, ihrer kulturellen Traditionen und ihrer Umwelt. Zu ihren Publikationen gehören Schulbücher der Yupik-Sprache und Artikel über die Meeressäuger der Beringstraße.
Ainana erhielt in der Sowjetunion mehrere staatliche Auszeichnungen, darunter die Jubiläumsmedaille „Zum Gedenken an den 100. Geburtstag von Wladimir Iljitsch Lenin“. Der Inuit Circumpolar Council verlieh ihr 1998 seine höchste Auszeichnung, den Bill Edmunds Award.

## Schriften (Auswahl)
- Л. И. Айнана, В. А. Анальквасак: Букварь. Для подготовительного класса эскимосской школы, 1974.
- Л. И. Айнана, Г. А. Наказик: Искорка. Книга для дополнительного чтения в подготовительном первом классах эскимосских школ, 1981.
- Л. И. Айнана, Г. А. Наказик, М. Н. Сигунылик: Эскимосский язык. Учебник и книга для чтения для 1-го класса, 1984.
- Л. И. Айнана, Г. А. Наказик, М. Н. Сигунылик: Эскимосский язык. Учебник и книга для чтения для 2-го класса, 1989.
- Л. И. Айнана, В. А. Анальквасак: Букварь. Для 1 класса эскимосских школ, 1990.
- L. Ainana: Role of the Eskimo Society of Chukotka in encouraging traditional native use of wildlife resources by Chukotka Natives and in conducting shore based observations on the distribution of bowhead whales, Balaena mysticetus, in coastal off the south-eastern part of the Chukotka Peninsula (Russia) during 1995, 1997.
- V. V. Melnikov, M. A. Zelensky, L. I. Ainana: Observations on Distribution and Migration of Bowhead Whales (Baleana mysticetus) in the Bering and Chukchi Seas, Scientific Report of the International Whaling Commission 50, 1997.
- V. V. Melnikov, D I. Litovka, I. A. Zagrebin, M. A. Zelensky, L. I. Ainana: Shore-Based Counts of Bowhead Whales along the Chucotka Peninsula in May and June 1999–2001. In: Arctic. Band 57, Nr. 3, 2004, S. 290–298 (PDF).
- L. Ainana: Preservation and development of the subsistence lifestyle and traditional use of natural resources by native people (Eskimo and Chukchi) in several coastal communities (Inchoun, Lorino, New Chaplino, Sireniki, Enmelen) of Chukotka in the Russian Far East during 1997, 1999.
- L. Ainana, Richard L. Bland: Umiak. The traditional skin boat of the coast dwellers of the Chukchi Peninsula, 2003.
- E. Zdor, L. Zdor, L. Ainana: Traditional knowledge of the native people of Chukotka about walrus, 2010 (PDF).
- L. Ainana, I. Zagrebin: Edible plants used by Siberian Yupik Eskimos of southeastern Chukotka Peninsula, Russia, ISBN 978-0985394844, 2014.